# Cristal do Sul
Cristal do Sul is een gemeente in de Braziliaanse deelstaat Rio Grande do Sul. De gemeente telt 3.099 inwoners (schatting 2009).